# Golden Time
Golden Time (яп. ゴールデンタイム Го:рудэн Тайму, Золотое время) — серия лайт-новел (ранобэ) японской писательницы Ююко Такэмии с иллюстрациями Ээдзи Комацу. Публикуется издательством ASCII Media Works, первоначально в журнале Dengeki Bunko. 10 сентября 2010 года первый том ранобэ был опубликован в виде отдельной книги.

## Сюжет
Главный герой, Банри Тада вскоре после окончания старшей школы полностью потерял память в результате случайного падения с моста. Спустя год после несчастного случая, Банри успешно сдал экзамены в один из юридических университетов Токио. Впервые очутившись в столице, Банри, оторванный от семьи и старых друзей, чувствует себя потерянным и оглушённым суетой главного мегаполиса Японии. В день вступительной церемонии он, и ещё один студент, Мицуо Янагисава, безнадёжно заблудились в университетском городке. Пытаясь найти дорогу, они встречают девушку с букетом роз. Внезапно Мицуо получает от девушки удар букетом по лицу и поздравления с поступлением в университет, после этого девушка убегает. Позднее Банри узнал, что её имя — Коко Кага, подруга детства Мицуо, на которой он в детстве обещал жениться. Мицуо фактически сбежал от неё, тайком уехав в Токио, но Коко об этом узнала и поступила в тот же университет.
Когда напряжение между Мицуо и Коко достигает предела, они окончательно ссорятся и рвут отношения. Банри утешает Коко и в конце концов влюбляется в неё. Чувства оказываются взаимными и Коко становится девушкой Банри. Впоследствии Коко и Мицуо мирятся. Между тем Банри знакомится с девушкой, представившейся Линдой, которая приглашает его в клуб японской культуры фестивалей. Банри вместе с Коко вступают в этот клуб. Вскоре Банри узнаёт, что был знаком с Линдой до потери памяти и перед ним встаёт дилемма — отринуть прошлое и начать новую жизнь с чистого листа с Коко или попытаться вернуть память и свою школьную любовь — Линду.

## Персонажи
Банри Тада (яп. 多田 万里 Тада Банри) — 19-летний студент—первокурсник юридического факультета, изучающий право в частном университете в Токио. Его родной город находится в префектуре Сидзуока, и теперь он живёт один в маленькой квартире, которую снимает. Однажды на следующий, возвращаясь домой после выпускной церемонии третьего курса средней школы он упал с моста и теперь страдает от тяжёлой ретроградной амнезии, неспособной вспомнить что-либо до аварии. Он пропустил вступительный экзамен в колледж и один год в школе из-за госпитализации. Позже он встречает Коко и влюбляется в неё.
Сэйю: Макото Фурукава
Душа Банри (яп. 万里の霊魂 Банри но рэйкон) — объявил себя умершим в 18 лет, является, духом Банри. Он обладает своими воспоминаниями до аварии. Никем не замечаемый, повсюду следует за Банри, а также следит за вещами, особенно за тем, как Банри всегда сосредотачивается на Коко, когда дух все еще любит Линду.
Мицуо Янагисава (яп. 柳澤 光央 Янагисава Мицуо:) — студент первого курса юридического факультета. После вступительной церемонии заблудился на территории университетского городка, а также повстречался с Банри. Разрешает Банри называть его «Яна-сан». После начальной школы учился в престижной школе с ориентацией на университет. Чтобы сбежать от Коко, поступает в частный университет подальше от дома. Живёт один в доме через 3 станции на электричке от квартиры Банри. Поступил в университет благодаря помощи родителей, но денег от них не получает и потому живёт достаточно бедно.
Сэйю: Кайто Исикава
Коко Кага (яп. 加賀 香子 Кага Ко:ко) — студентка-первокурсница в университете Банри. Девушка из уважаемой, обеспеченной семьи владельцев частной клиники. Она очень популярна среди мальчиков, однако у неё мало друзей из-за того, что она отпугивает всех своей красотой и с ней боятся говорить из-за её красоты. Лицо, фигура, буквально всё в её облике совершенно — в общем и целом, у неё вид первоклассной леди. С начальной школы она была одержима Мицуо, её другом детства. В то время она дала обещание выйти замуж за Мицуо и с тех пор строила свои планы, чтобы всё было идеально. В отличие от Мицуо, Коко отнеслась к этому серьёзно и даже строила планы их будущей совместной жизни. Настойчиво последовала за Мицуо и поступила в тот же университет. После того, как Мицуо наконец дает ей понять, что её чувства не взаимны, она начинает проводить больше времени с Банри, влюбляется в него, и они начинают встречаться.
Сэйю: Юи Хориэ
Нана Хаясида (яп. 林田 奈々 Хаясида Нана, также известна как Линда (яп. リンダ)) — студентка второго курса и член Японского общества исследований культурного фестиваля. Оставив детали, она приглашает Банри и Коко присоединиться. Она и Банри были лучшими друзьями в старшей школе, и Банри был влюблен в нее. Хотя он не помнит ее, она была причиной, по которой он был на мостике, с которого упал, ожидая, что она либо отвергнет, либо примет его любовь с «да» или «нет». Позже выяснилось, что у нее все еще есть чувства к Банри, когда она встретила его возле больницы, из которой он сбежал, в то время как ее представили, чтобы испытать огромную вину к аварии Банри, прежде чем потерять его воспоминания. Тем не менее, Банри в настоящее время не помнит ее последние слова.
Сэйю: Ай Каяно
Такая Сато (яп. 佐藤 隆哉 Сато: Такая, больше известен как Нидзигэн (-кун) (яп. 二次元くん)) — его прозвище можно перевести как «любитель двумерных». Банри встречает его в кружке чайных церемоний, когда они оба приходят познакомиться с деятельностью кружка. Разочаровавшись в трёхмерных, реальных женщинах, заявляет, что теперь его интересуют только двумерные. Соответственно, именно такой он представляет свою идеальную девушку. В старшей школе его называли «Сатотака».
Сэйю: Такахиро Хиками
Тинами Ока (яп. 岡 千波 Ока Тинами) — низкорослая студентка, член общества исследования киноискусства. Разговаривает детским голосом, как сэйю, озвучивающая маленьких девочек.
Сэйю: Кидо Ибуки
Нана (яп. なな) — студентка третьего курса, а также соседка Банри. Среди студентов известна как Нана-сэмпай. Она играет в группе, одевается и действует так же, как персонаж в манге «Nana», которую Банри читал, когда лежал в больнице..
Сэйю: Сатоми Сато

## Публикации

### Книги
| Русское название                                                    | Японское / английское название | Дата публикации     | ISBN                   |
| ------------------------------------------------------------------- | --- | ------------------- | ---------------------- |
| Золотое время 1: Весенний блэкаут / Весна потерявшего память        | ゴールデンタイム1: 春にしてブラックアウトGōruden Taimu 1: Haru ni Shite Burakkuauto (Golden Time 1: A Blackout in Spring)                                                                            | 10 сентября 2010 г. | ISBN 978-4-04-868878-9 |
| Золотое время 2: Ответ «ДА»!                                        | ゴールデンタイム2: 答はYES!, Gōruden Taimu 2: Kotae wa YES! (Golden Time 2: The Answer is Yes) | 10 марта 2011 г.    | ISBN 978-4-04-870381-9 |
| Золотое время 3: Бал-маскарад                                       | ゴールデンタイム3: 仮面舞踏会, Gōruden Taimu 3: Kamen Butoukai (Golden Time 3: Masquerade Ball) | 10 августа 2011 г.  | ISBN 978-4-04-870735-0 |
| Золотое время 4: Никогда не оглядывайся                             | ゴールデンタイム4: 裏腹なるdon’t look back, Gōruden Taimu 4: Uraharanaru don’t look back (Golden Time 4: Don’t Look Back)                                                                            | 10 марта 2012 г.    | ISBN 978-4-04-886546-3 |
| Золотое время, дополнительная история: Нидзигэн-кун спешиал         | ゴールデンタイム外伝:二次元くんスペシャル, Gōruden Taimu Gaiden: Nijigen Kun Supeshyaru (Golden Time Spinoff: Mr. Two Dimensions Special)                                                            | 10 июня 2012 г.     | ISBN 978-4-04-886631-6 |
| Золотое время 5: Призрачное лето, японское лето                     | ゴールデンタイム5 ONRYOの夏 日本の夏, Gōruden Taimu 5: Onryo no Natsu Nihon no Natsu (Golden Time 5: The Ghost of Summer, Japanese Summer)                                                           | 10 сентября 2012 г. | ISBN 978-4-04-886897-6 |
| Золотое время Extra: Мы всё ещё улыбаемся тем летом, сто лет спустя | ゴールデンタイム番外 百年後の夏もあたしたちは笑ってる, Gōruden Taimu Bangai: Hyakunen-go no Natsu mo Atashitachi wa Waratteru (Golden Time Extra: We’re Still Smiling in the Summer 100 Years Later) | 10 января 2013 г.   | ISBN 978-4-04-891324-9 |
| Золотое время 6: Воспоминания из другой жизни                       | ゴールデンタイム6 この世のほかの思い出に, Gōruden Taimu 6: Kono Yo no Hoka no Omoide ni (Golden Time 6: To Memories of Other Lives)                                                                  | 10 апреля 2013 г.   | ISBN 978-4-04-891557-1 |
| Золотое время Spin-off: Африка                                      | ゴールデンタイム列伝 AFRICA, Gōruden Taimu Retsuden: Africa (Golden Time Spin-off: Africa) | 10 августа 2013 г.  | ISBN 978-4-04-891858-9 |
| Золотое время 7: Я вернусь                                          | ゴールデンタイム7 I’ll Be Back, Gōruden Taimu 7: I’ll Be Back (Golden Time 7: I’ll Be Back) | 10 октября 2013 г.  | ISBN 978-4-04-866059-4 |
| Золотое время 8: Зимнее путешествие                                 | ゴールデンタイム8 冬の旅, Gōruden Taimu 8: Fuyu no Tabi (Golden Time 8: Winter Journey) | 8 марта 2014 г.     | ISBN 978-4-04-866414-1 |

### Журналы
- Золотое время — Нидзиген-кун спешиал (яп. ゴールデンタイム 二次元くんスペシャル) (Dengeki Bunko Magazine за ноябрь 2010 г., ASCII Media Works)
- Золотое время — С любовью от Нидзигена 2011 (яп. ゴールデンタイム 二次元から愛2011) (Dengeki Bunko Magazine за май 2011 г., ASCII Media Works)
- Золотое время — Что однажды случилось с Нидзигеном (начало)  (яп. ゴールデンタイム 二次元事変（前）) (Dengeki Bunko Magazine за сентябрь 2011 г., ASCII Media Works)
- Золотое время — Что однажды случилось с Нидзигеном (окончание)  (яп. ゴールデンタイム 二次元事変（後）) (Dengeki Bunko Magazine за ноябрь 2011 г., ASCII Media Works)

## Интересные факты
- В своих произведениях Ююко Такэмия движет своих персонажей вверх по возрастной лестнице: в её первом романе Watashitachi no Tamura-kun герои были учениками средней школы; второй, Toradora! заканчивается выпускной церемонией в старшей школе; третий, как следует из содержания, посвящён студентам университета. Кроме того, «Золотое время» — первый из романов Ююко Такэмии, в котором присутствует элемент мистики[1].
- Описание мест действия реальных японских городов Сидзуока и Токио является авторским вымыслом.
- В отличие от предыдущих работ Ююко Такэмии, тома «Golden Time» пронумерованы от начала, каждая книга снабжена подзаголовком.
- Термин «золотое время» в японском языке аналогичен англоязычному «prime time» — период максимально активного прослушивания радио и просмотра телепрограмм. В Японии это промежуток времени между семью и десятью часами вечера. Термин, по всей видимости, произошёл от созвучия с Золотой неделей, временем всеяпонских каникул.
- К сентябрю 2010 года в Dengeki Bunko было опубликовано 2000 лайт-новел, и двухтысячным был первый том «Золотого времени»[2].